# Druhá hodnotící zpráva IPCC
Druhá hodnotící zpráva IPCC, neboli the Second Assessment Report (SAR), publikovaná v roce 1996, je zhodnocením dostupných vědeckých a socio-ekonomických informací o klimatické změně, vzešlým z práce Mezivládního panelu pro změnu klimatu (IPCC). V roce 2001 byla nahrazena Třetí hodnotící zprávou IPCC.

## Přehled
Druhá hodnotící zpráva, nazvaná Klimatická změna 1995, obsahuje zprávy od každé ze tří Pracovních skupin (Working Groups – WG) a Souhrnnou zprávu:
- Zpráva Pracovní skupiny I: Vědecký pohled na klimatickou změnu.
- Zpráva Pracovní skupiny II: Klimatická změna – dopady, adaptace, mitigace: vědecko-technické analýzy.
- Zpráva Pracovní skupiny III: Ekonomické a sociální dimenze klimatické změny.
- Kompletní zpráva, obsahující Syntézu vědecko-technických informací, relevantních pro interpretaci Článku 2 Rámcové úmluvy OSN o klimatické změně, a příslušná shrnutí pro tvůrce politik od každé z Pracovních skupin.

Tyto zprávy byly připraveny více než dvěma tisíci expertů a „obsahují faktovou základnu pro téma klimatické změny, získanou z dostupné odborné literatury a prověřenou experty a vládami.“
Souhrnná zpráva uvádí jako svůj účel předložení vědeckých, technických a socio-ekonomických informací pro rozhodnutí jaké koncentrace skleníkových plynů mohou být považovány za "nebezpečnou antropogenní interferenci s klimatickým systémem" a naplánování budoucnosti, která umožní udržitelný ekonomický rozvoj.